# Lisa Taddeo

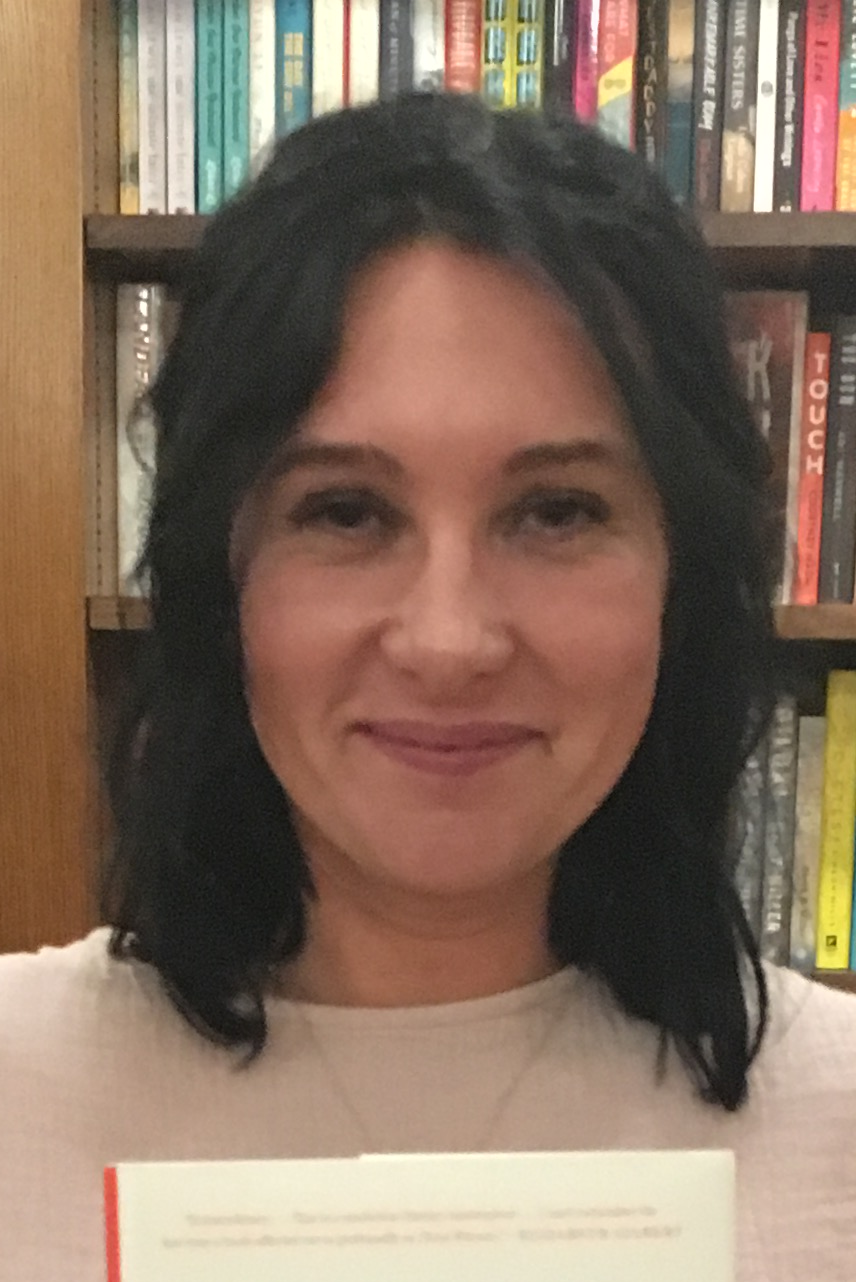
Lisa Taddeo im Jahr 2019

Lisa Taddeo (* 1980) ist eine US-amerikanische Autorin, Journalistin und zweimalige Preisträgerin des Pushcart-Preises für ihre Kurzgeschichten 42 (2017) und Suburban Weekend (2019). Ihr Buch Three Women aus dem Jahr 2019 wurde Bestseller in der Liste für Sachbücher der New York Times.

## Leben
Taddeo stammt aus Short Hills, New Jersey und besuchte die Millburn High School. Sie besuchte zunächst die New York University, wechselte aber an die Rutgers University. Taddeo graduierte mit einem MFA in Belletristik von der Boston University. Ihre Mutter wurde in Italien geboren. Ihr Vater starb bei einem Autounfall.
Lisa heiratete 2014 und lebt heute mit ihrem Mann und ihrer Tochter in Litchfield County, Connecticut. Zuvor lebte sie in West Tisbury, Massachusetts.

## Veröffentlichungen
Taddeos Arbeiten sind in den Anthologien The Best American Political Writing und The Best American Sports Writing erschienen. Taddeo war Associate Editor beim Golf Magazine, als David Granger nach der Lektüre ihres unveröffentlichten Romans ihre erste Veröffentlichung für Esquire in Auftrag gab: The Last Days of Heath Ledger. Im Jahr 2017 wurde sie mit dem William Holodnok Fiction Prize und dem Florence Engel Randall Award in Fiktion ausgezeichnet.

## Schriften
- Three Women. Avid Reader Press, an imprint of Simon & Schuster, New York [u. a.] 2019, ISBN 978-1-4516-4229-2 (amerikanisches Englisch, X + 306 S.).
  - Three Women – drei Frauen. Aus dem Amerikanischen von Maria Hummitzsch. Piper, München 2020, ISBN 978-3-492-05982-4.
- Animal. Avid Reader Press, New York 2021, ISBN 978-1-982122-12-6.
  - Animal : Roman. Aus dem Amerikanischen von Anne-Kristin Mittag. Piper, München 2021, ISBN 978-3-492-07093-5.